# Nathalie Álvarez Mesén
Nathalie Álvarez Mesén (Estocolm, 1988) és una directora de cinema i guionista costariquenya-sueca. És especialment coneguda per la pel·lícula Clara Sola (2021) el seu primer llargmetratge de ficció seleccionada com a candidata de Costa Rica per a concórrer al Oscar a la millor pel·lícula de parla no anglesa als Premis Oscar de 2022.

## Biografia
Va néixer a Estocolm en 1988. El seu pare és de l'Uruguai i la seva mare de Costa Rica. Va anar a estudiar a Rússia i després es va traslladar a Suècia, on va conèixer al pare de Nathalie i on la cineasta va néixer. Quan tenia set anys, la família es va mudar a Costa Rica on Nathalie va passar la seva infància i adolescència i on va començar els seus estudis de teatre al Teatre Giratablas. Posteriorment va tornar a Suècia per a estudiar, primer suec, un idioma que ja havia oblidat, després cinema i mímica. Va adquirir un grau de BFA en actuació física a la Stockholm Academy of Dramatic Arts i un grau en Guió a Alma Manusförfattare. Posteriorment va estudiar un grau de MFA en Guió en la Universitat de Colúmbia a Nova York.
Va ser coguionista de Entre tu i Milagros, un curt guanyador del premi Orizzonti al millor curt.
El seu primer llargmetratge és Clara Sola (2021) una pel·lícula que va començar a gestar-se en 2013 mentre cursava el postgrau en Cinematografia per la Universitat de Colòmbia a Nova York. Cap dels actors és professional excepte Wendy Chinchilla que és ballarina i era l'única que tenia experiència sobre l'escenari. Per al projecte, Álvarez Mesén va comptar amb el suport de Wild Card, un programa especial creat pel Swedish Film Institute per a promoure veus úniques arribades de diferents programes educatius de cinema, i brindar als directors recentment graduats l'oportunitat d'iniciar les seves carreres poc després d'acabar els seus estudis. La pel·lícula va ser estrenada a Canes Quinzena de Realitzadors, una secció independent del Festival de Cannes creada en 1969 i dirigida a produccions d'autor i a l'octubre de 2021 va ser presentada en la 66a edició de la Seminci i al Festival de Cinema per Dones.
El proper treball que prepara és The Wolf Will Tear Your Immaculate Hands. És un drama gòtic-tropical, ambientat a l'Amèrica Llatina colonial.

## Filmografia
- Not Blue (2011), directora, guionista i editora
- Filip (2015) curt, directora, Costa Rica, Suecia
- Asunder (2015) curt, directora, guionista i editora
- Letting Go (2016) curt, directora, guió, edició
- Molt (2018) curt, directora, Costa Rica, Estats Units, França i Suècia
- Shelter (2018) curt, directora,
- Entre tú y Milagros, coguionista,
- Clara Sola (2021) llargmetratge, directora i coguionista

## Premis i reconeixement
- Filip (2016) va guanyar el premi a la millor pel·lícula de menys de 15 minuts al Palm Springs Shortfest de 2016, i ha estat projectat a festivals com Oberhausen, LA Film Festival, Outfest, Hamptons i Nova Orleans.
- Asunder es va projectar en el Festival de Cinema de Telluride 2016 i va guanyar el premi del Jurat al Festival Internacional de Cinema de Shnit a Playgrounds San José.